# Светослав Витков
Светослав Емилов Витков, още известен като Светльо Витков или Светльо от „Хиподил“, e вокалист на групите „Хиподил“ (1988 – 2006) и Светльо & The Legends (2007-текущ), основани респективно през 1988 г. и 2007 г.

## Биография
Роден е на 26 януари 1971 г. в София и е второто дете в семейството на Емил Витков и Надежда Кукова-Виткова. Има брат Николай.
Завършва Софийската математическа гимназия и „Икономика“ в УНСС.

## Политическа кариера
В телевизионно интервю по БНТ през 2011 г. Светослав Витков заявява, че би се кандидатирал за президент, по-късно потвърждава това свое намерение пред вестник „Стандарт“:

„Аз искам да бъда държавен глава, първо – защото държа на държавата, и второ – имам хубава глава.“

Инициативен комитет издига Светослав Витков за кандидат-президент на Република България на 17 септември 2011 г.; той подава документи за регистрация в ЦИК. Кандидат за негов вицепрезидент е Венцислав Мицов. 
През март 2013 г. той създава Политическа партия (П.П.) „Глас народен“ която участва в предсрочните парламентарни избори проведени през май 2013 г. и през месец октомври 2014 г. Партията успява да мине границата от 1% и двата пъти. На първите избори тя е на 8-о място по събрани гласове, а на вторите – на 10-о.
ПП „Глас народен“ участва в изборите за Европейски парламент през май 2014 г.
На президентските избори през 2016 г. Светослав Витков се кандидатира за президент в двойка с Иван Велков. Двойката е издигната от инициативен комитет, представляван от Светла Бригова Аспарухова и Зарица Динкова, но е заличена от ЦИК. 
През 2022 г., по време на словестен конфликт с Димитър Митев от „Българска социалдемокрация – Евролевица“ в предаването „Панорама“, Витов споделя, че е антикомунист.

## Музикална кариера
Светослав Витков става вокалист на група „Хиподил“ през 1993 г. (до 2006 г.) и пише всички текстове на песните в албумите на групата. Води предаването „Пей с мен“, заедно с Камен Воденичаров, по „Нова телевизия“ (2008) . А през 2007 г. създава групата Svetlio & The Legends.
По време на годините си с „Хиподил“ групата издава пет албума, а със „Светльо & The Legends“ издава Bulgarno (2007) и IBAN (2011).
През 2019 г. с Кольо Гилъна и Ерол Ибрахимов сформират супергрупата „ЕКС“.

## Карате инструктор
Занимава се с карате от 1985 г. и тренира бокс в 7-и клас . Има черен колан (четвърти дан, сенсей – учител), а от 1994 г. е карате-инструктор на деца и възрастни.